# Henryk Rozmiarek
Henryk Rozmiarek, né le 13 janvier 1949 à Poznań et mort le 10 mars 2021, est un ancien handballeur polonais évoluant au poste de gardien de but.
International polonais entre 1969 et 1980, il a notamment participé aux Jeux olympiques en 1972, 1976 et 1980, remportant une médaille de bronze en 1976 à Montréal
En club, il a joué pour le Grunwald Poznań entre 1967 et 1975, les aidant à remporter le championnat polonais en 1971, avant d'évoluer au KS Posnania entre 1975 et 1983. 
Rozmiarek était également reconnu en tant qu'entraîneur, dirigeant notamment les équipes de jeunes polonaises et l'équipe féminine.